# Mocha (фреймворк)
Mocha − це фреймворк для тестування коду, написаного мовою JavaScript, що працює на основі node.js, підтримує роботу з браузерами, асинхронне тестування, звіти про покриття продукту тестами, а також роботу з будь-якими бібліотеками припущень.

## Бібліотеки припущень
Mocha може працювати з більшістю бібліотек припущень в JavaScript, включно з:
- should.js
- express.js
- chai
- better-assert
- unexpected

## Приклади
```
$
 
npm
 
install
 
-g
 
mocha
$
 
mkdir
 
test

```

```
var
 
assert
 
=
 
require
(
"assert"
)

describe
(
'Foo'
,
 
function
(){

  
describe
(
'#getBar(value)'
,
 
function
(){

    
it
(
'should return 100 when value is negative'
)
 
// placeholder

    
it
(
'should return 0 when value is positive'
,
 
function
(){

      
assert
.
equal
(
0
,
 
Foo
.
getBar
(
10
));

    
})

  
})

})

```

$ mocha
.
1 test complete (1ms)

Для асинхронного тестування, запускається функція, а Mocha чекає на її завершення.
```
describe
(
'Foo'
,
 
function
(){

  
describe
(
'#bar()'
,
 
function
(){

    
it
(
'should work without error'
,
 
function
(
done
){

      
var
 
foo
 
=
 
new
 
Foo
(
128
);

      
foo
.
bar
(
done
);

    
})

  
})

})

```